# Classe Comandanti Medaglie d'Oro
La classe Comandanti Medaglie d'Oro est une classe de destroyers italiens construite pour la Regia Marina pendant la Seconde Guerre mondiale. C'est une série de 20 navires construits par les différents chantiers navals italiens.
Neuf navires avaient été construits au moment de l'armistice italien en septembre 1943 et tous les navires qui n'avaient pas encore été construits, sauf un, ont été annulés. Tous les navires qui n'avaient pas encore été construits furent annulés, à l'exception d'un seul. Parmi ceux qui avaient été construits, aucun n'avait été lancé à ce moment-là et tous furent ensuite mis au rebut.

## Conception et description
À la mi-1941, le Ministero della Marina (ministère de la Marine) a conclu que son programme de construction de destroyers était insuffisant pour remplacer ses pertes et a autorisé une nouvelle conception qui intégrerait l'expérience de guerre acquise jusqu'alors. L'armement anti-aérien de la classe Soldati précédente s'était avéré inadéquat, tout comme leur vitesse soutenue et leur rayon d'action. Le général Carlo Sigismondi du Corps du génie naval, assisté du lieutenant-colonel Giuseppe Malagoli, décida d'une version agrandie des Soldati avec 20 % de puissance en plus et 30 % de portée en plus. Pour améliorer la stabilité, il décide d'augmenter la largeur de plus de deux mètres. Le changement le plus significatif est sans doute l'armement beaucoup plus performant de canons de 135 millimètres dont la capacité à s'élever à 45 degrés leur donne une capacité limitée à traiter les avions volant à basse altitude et le nombre considérablement accru de canons AA de 37 millimètres.
Les navires de la classe Comandanti Medaglie d'Oro avaient une longueur entre perpendiculaires de 115 mètres et une longueur hors-tout de 120,7 mètres. Les navires avaient une largeur de 12,3 mètres et un tirant d'eau moyen de 3,6 mètres. Leur déplacement était estimé à 2 100 tonnes à charge normale et à 3 000 tonnes à pleine charge. Leur équipage devait être composé de 15 officiers et 262 sous-officiers et marins
Les Comandanti Medaglie d'Oros étaient propulsés par deux turbines à vapeur à engrenages Parsons, chacune entraînant un arbre d'hélice en utilisant la vapeur fournie par un trio de chaudières à trois tambours. Elles étaient regroupées dans un seul compartiment à l'arrière du pont et évacuées par une seule cheminée. Les turbines, chacune dans leur propre salle des machines à l'arrière de la chaufferie, étaient conçues pour produire un total de 60 000 chevaux-vapeur (45 000 kW) et une vitesse de 35 nœuds (65 km/h) en service. Les navires transportaient un maximum de 740 tonnes de mazout pour leur donner une autonomie estimée à 3 300 milles nautiques (6 100 km) à une vitesse de 20 nœuds (37 km/h).
La machinerie de propulsion du quatrième navire de la troisième série, le Commandante Esposito, devait être réarrangée pour améliorer la capacité de survie de la classe Comandanti Medaglie d'Oro, car la disposition existante signifiait qu'un seul coup pouvait désactiver toutes les chaudières et immobiliser le navire. Au prix d'une certaine longueur supplémentaire, les italiens avaient l'intention d'adopter le système d'unités de machines dans lequel chaque turbine était associée à deux chaudières, chacune dans son propre compartiment et utilisant sa propre cheminée, de sorte qu'une "unité" de machines pouvait continuer à fonctionner si l'autre était mise hors service.

### Armement et capteurs

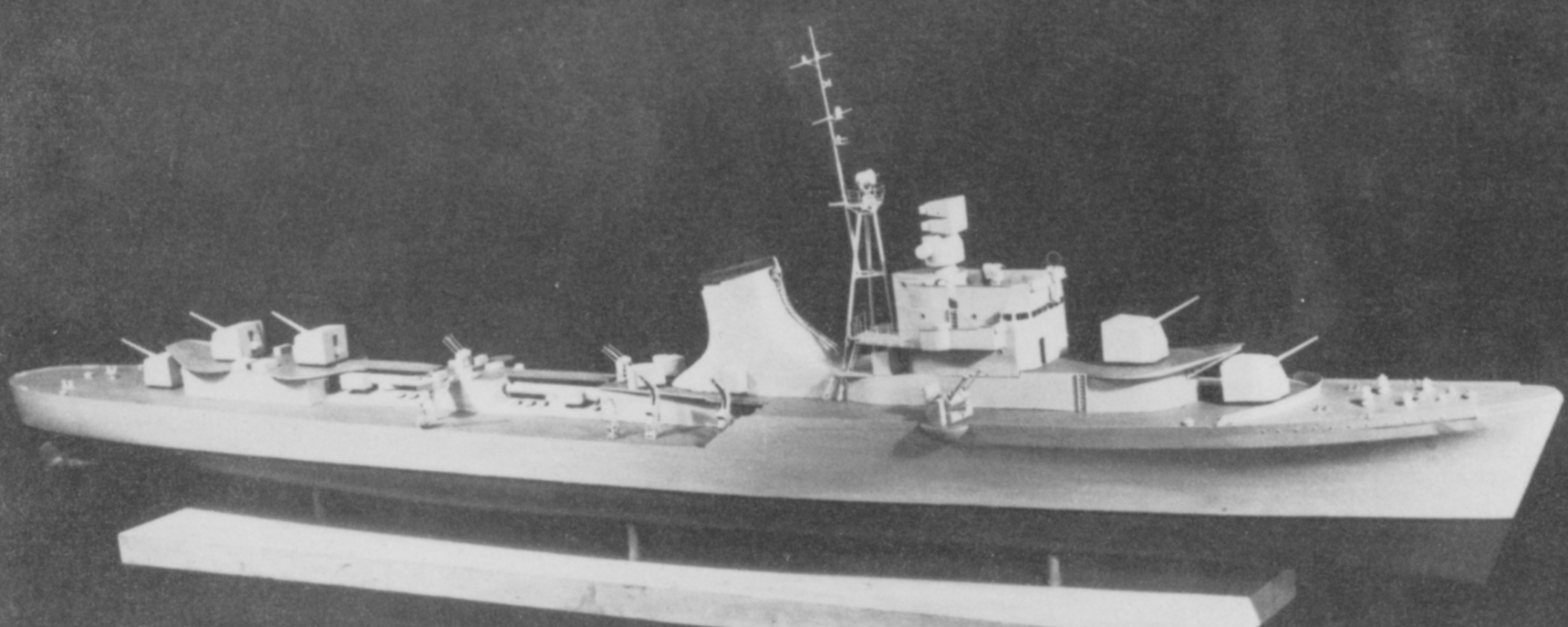
Modèle de construction des navires de la deuxième série.

Leur batterie principale aurait été composée de canons de calibre 45, Cannone da 135/45 OTO Mod. 1937, dont le nombre et la répartition variaient selon les navires. La première série de huit navires aurait eu quatre affûts à bouclier simple, une paire de canons à l'avant et à l'arrière de la superstructure. Les deuxième et troisième séries auraient eu un affût simple supplémentaire à l'extrémité arrière de la superstructure. Les canons tiraient des obus de 32,7 kilogrammes à une vitesse initiale de 825 mètres par seconde à une portée de 19 600 mètres à leur élévation maximale de 45 degrés.
L'armement secondaire de la première série de navires de la classe Comandanti Medaglie d'Oro était constitué d'une douzaine de supports simples pour des canons Breda Cannone-Mitragliera da 37/54 Mod. 1939 de calibre 54. Il avait une portée effective de 4 000 mètres avec ses projectiles de 0,823 kilogramme tirés à une vitesse initiale de 800 mètres par seconde. Sa cadence de tir était sélectionnable, avec des réglages de 60, 90 et 120 coups par minute. Les navires les plus récents devaient être équipés de deux affûts quadruples pour les canons de 37 mm situés de part et d'autre de la passerelle sur le pont du gaillard d'avant et de deux affûts quadruples pour les canons allemands Flakvierling AA de 65 mm (0,8 in) sur la ligne médiane au milieu du navire. L'éclairage nocturne devait être assuré par une paire de lance-roquettes à canons multiples, un montage de chaque côté du pont.
Les navires auraient été équipés de six tubes lance-torpilles de 533 millimètres pour des torpilles SI 270 dans deux montages triples au milieu du navire. Dotée d'une ogive de 270 kilogrammes, la torpille avait une portée de 4 000 mètres à 46 nœuds (85 km/h) et de 12 000 mètres à 29 nœuds (54 km/h). Les italiens avaient l'intention de les équiper d'un système sonar de type inconnu pour la lutte anti-sous-marine. Ils auraient été équipés d'une paire de lanceurs de grenades sous-marines et de 64 grenades sous-marines. Les Comandanti Medaglie d'Oros auraient également pu transporter 52 mines.
Les navires de la première série auraient été équipés d'un seul directeur d'artillerie RM-2 sur le toit du pont qui était équipé d'un radar de recherche EC-3 ter Gufo (Hibou). La deuxième série devait incorporer un autre directeur au milieu du navire, entre les tubes lance-torpilles, pour contrôler les canons arrière.

## Navires
Les navires portaient le nom de capitaines ayant reçu à titre posthume la Medaglie d'Oro (médaille d'or de la valeur militaire). La première série de huit navires a été commandée le 27 septembre 1941 et la deuxième série de huit navires a été commandée un an plus tard. Quatre navires de la troisième série ont été commandés le 7 octobre 1942 et quatre autres ont été autorisés. Ces quatre derniers ont été annulés en avril 1943 au profit de huit torpilleurs de la classe Ariete. Les bombardements alliés de 1943 endommagent les installations du chantier naval de Livourne et font que deux des destroyers en construction, le commandant Borsini et le commandant Fontana, sont réaffectés à la deuxième série, tandis que le commandant Giorgis et le commandant Giobbe sont transférés à la première série. Le Commandante Margottini est le seul navire à être mis à l'eau, les Allemands l'ayant fait au début de 1944 pour rendre la cale disponible pour de nouvelles constructions. En août 1943, la pénurie de matériel avait considérablement ralenti le rythme de la construction, de sorte que le lancement des navires de la troisième série fut reporté au début de 1946. À cette date, la quasi-totalité du matériel de la première série et la moitié du matériel de la deuxième série avaient été alloués. Rien pour les navires de la troisième série n'avait été commandé et ils ont été annulés après l'Armistice
| Non                       | Constructeur                             | Pose de la quille         | Lancé le       | Pourcentage d'achèvement au 15 août 1943 | Destin                                                              |
| Première série            | Première série                           | Première série            | Première série | Première série                           | Première série                                                      |
| ------------------------- | ---------------------------------------- | ------------------------- | -------------- | ---------------------------------------- | ------------------------------------------------------------------- |
| Commandante Toscano       | Cantiere navale di Riva Trigoso          | 14 décembre 1942          | Jamais         | 17                                       | Gravement endommagé par les bombes, puis détruit par les Allemands. |
| Commandante De Cristofaro | Cantiere navale di Riva Trigoso          | 6 mars 1943               | Jamais         | 15.5                                     | Gravement endommagé par les bombes, puis détruit par les Allemands. |
| Commandante Dell'Anno     | Cantiere navale di Riva Trigoso          | 14 février 1943           | Jamais         | 19                                       | Détruit par les Allemands, 1944                                     |
| Commandante Casana        | Cantiere navale di Riva Trigoso          | 14 février 1943           | Jamais         | 18                                       | Détruit par les Allemands, 1944                                     |
| Commandante Baroni        | Odero-Terni-Orlando, Livourne            | 14 décembre 1942          | Jamais         | 19.5                                     | Mis au rebut par les Allemands peu après l'Armistice.               |
| Commandante Margottini    | Odero-Terni-Orlando, Livourne            | 10 mars 1943              | Début 1944     | 20                                       | Coulé par avion, 23 septembre 1944                                  |
| Commandante Borsini       | Odero-Terni-Orlando, Livourne            | 29 avril 1943             | Jamais         | 17.5                                     | Détruit par les Allemands                                           |
| Commandante Fontana       | Odero-Terni-Orlando, Livourne            | Fin 1943                  | Jamais         | 9                                        | Détruit                                                             |
| Deuxième série            |                                          |                           |                |                                          |                                                                     |
| Commandante Giorgis       | Cantiere navale di Riva Trigoso          | Prévu pour septembre 1943 | Jamais         | 3                                        | Détruit                                                             |
| Commandante Giobbe        | Cantiere navale di Riva Trigoso          | Prévu pour octobre 1943   | Jamais         | 3                                        | Détruit                                                             |
| Commandante Moccagatta    | Odero-Terni-Orlando, Livourne            | Prévu pour novembre 1943  | Jamais         | 3                                        | Détruit                                                             |
| Commandante Rodocancchi   | Odero-Terni-Orlando, Livourne            | Prévu pour décembre 1943  | Jamais         | 3                                        | Détruit                                                             |
| Commandante Botti         | Cantieri Riuniti dell'Adriatico, Trieste | 1er août 1943             | Jamais         | 4                                        | Détruit par les Allemands                                           |
| Commandante Ruta          | Cantieri Riuniti dell'Adriatico, Trieste | 16 août 1943              | Jamais         | 4                                        | Détruit par les Allemands                                           |
| Commandante Novaro        | Cantieri Riuniti dell'Adriatico, Trieste | Jamais                    | Jamais         | 3                                        | Détruit                                                             |
| Commandante Fiorelli      | Cantieri Riuniti dell'Adriatico, Trieste | Jamais                    | Jamais         | 3                                        | Détruit                                                             |
| Troisième série           |                                          |                           |                |                                          |                                                                     |
| Commandante Corsi         | Cantieri Riuniti dell'Adriatico, Trieste | Annulé                    | Annulé         | Annulé                                   | Annulé                                                              |
| Commandante Giannattasio  | Cantieri Riuniti dell'Adriatico, Trieste | Annulé                    | Annulé         | Annulé                                   | Annulé                                                              |
| Commandante Milano        | Cantieri Riuniti dell'Adriatico, Trieste | Annulé                    | Annulé         | Annulé                                   | Annulé                                                              |
| Commandante Esposito      | Cantieri Riuniti dell'Adriatico, Trieste | Annulé                    | Annulé         | Annulé                                   | Annulé                                                              |